# Cine de ficheras
El cine de ficheras és un gènere cinematogràfic propi del cinema mexicà, que va florir en les dècades de 1970 i 1980. Es nodria de la comèdia eròtica italiana i del vell cine de rumberas, també propi del cinema de Mèxic. El terme es comença a utilitzar a partir del títol d'una de les primeres pel·lícules d'aquest gènere, titulada Bellas de noche (Las ficheras) de 1975.

## Etimologia
En el llenguatge col·loquial mexicà, es coneix com a "fichera" a una dona que freqüentava els cabarets de segona i tercera categoria per ballar i acompanyar als clients. Si una beguda era consumida per elles o els seus clients, se'ls atorgava una fitxa canviable per diners a l'hora del tancament. A Mèxic, el terme va començar a emprar-se per referir-se a aquestes dones des dels anys 1930's, quan va començar una invasió de cabarets i centres nocturns en una Ciutat de Mèxic visiblement més cosmopolita. Constatem que l'ofici de "fichera" és associat amb la prostitució; no obstant això, com hem vist en les seves manifestacions, el cinema mexicà ha manejat certa ambigüitat en la relació de totes dues activitats. Cal destacar que anteriorment, l'ofici de la "fichera" era representat com el zenit de la denigració de la dona i el seu fracàs en la societat, i a ell estaven lligats el sofriment i la tragèdia. Amb l'ascensió de les "ficheras" en els anys 70 com les noves reines de la nit, aquesta condició canviarà i la imatge amb la qual aquestes noies seran mostrades al cinema sofrirà algunes modificacions, encara que els valors lligats a la seva condició de dones continuïn sent els mateixos.

## Origen
N'hi hagué prou amb un sexenni perquè la indústria cinematogràfica mexicana secundada per l'Estat durant el sexenni del president mexicà Luis Echeverría Álvarez, es desplomés, davant la inèrcia i indiferència dels nous funcionaris encarregats de continuar amb la labor cinematogràfica.
En 1976, el president José López Portillo va nomenar a la seva germana Margarita López Portillo com a Directora de Ràdio, Televisió i Cinematografia (RTC). La labor d'aquesta dona al capdavant de la destinació dels mitjans de comunicació a Mèxic va ser completament desastrosa.
Amb la idea de "propiciar un retorn al cinema familiar" i "tornar a l'època d'or", l'administració de López Portillo va desmantellar les estructures de la indústria cinematogràfica estatal creades un sexenni abans. Es va tractar d'internacionalitzar al cinema mexicà portant a directors estrangers a filmar al país. Es va deixar de fer costat als directors que havien produït films d'èxit en el sexenni anterior. A final de comptes, el pressupost oficial per al cinema mexicà va desaparèixer en la mar del deute extern.
Mentrestant, aprofitant un canvi favorable en les polítiques d'exhibició, va sorgir una nova indústria cinematogràfica privada, la qual en pocs anys es va ensenyorir del mercat mexicà. Aquesta indústria -caracteritzada per produir pel·lícules de baix cost, en molt poc temps i amb nul·la qualitat- va prosperar i es va enriquir al llarg de la dècada dels vuitanta.
En el panorama internacional, a partir dels anys 60, la sexualitat comença a concórrer la pantalla cinematogràfica amb major desimboltura i creativitat. L'erotisme i el nu es fan presents de diverses formes en gèneres com els "nudies" estatunidencs, les pel·lícules alemanyes de doctors, el sexy music hall italià i les pel·lícules sexys franceses. Les temàtiques i representacions d'alguns d'aquests tipus de cinema que es difonien malgrat la censura, podria dir-se que influirien de certa manera en escenaris, personatges i tendències del gènere de "ficheras".
A més d'aquests factors, en la dècada dels setanta, la Ciutat de Mèxic viu una nova època d'or de la vida nocturna i els cabarets. Això va ser possible en gran part a la desaparició de la Lliga de la Decència. La capital del país, lloc de vici i dissipació per antonomàsia, era terreny fèrtil per a l'espectacle de cabaret, el teatre de carpa i varietat, el vaudeville i altres xous on ja era comú veure dones lleugeres de roba, escoltar atzars (acudits de doble sentit) i acudits acolorits.

## Auge del gènere
En 1975 es produeix una pel·lícula inspirada en el vell Cine de rumberas, el cabaret, la vida nocturna i el vedettisme: Bellas de noche (Las ficheras) (dirigida per Miguel M. Delgado). Aquesta pel·lícula, estava inspirada en la reeixida obra teatral Les ficheras, produïda un any abans pel comediant Víctor Manuel "El Güero" Castro. La pel·lícula va ser produïda per una productora privada, Cinematogràfica Calderón, que va ser de les primeres a ressorgir de les cendres, en una època on la indústria ja no era de particulars, sinó gairebé únicament estatal.
Encara que la pel·lícula Bellas de noche és considerada oficialment com la primera pel·lícula del cinema de ficheras, el tema de les vedets i el teatre de revista ja havia estat retratat al cinema amb anterioritat en la pel·lícula Tívoli, dirigida per Alberto Isaac en 1974.
Al igual que el Cine de rumberas, el Cine de ficheras basava els seus arguments en les dones de la vida nocturna, les dones del cabaret, però des d'un context molt diferent, perquè per a aquest moment, la censura cinematogràfica s'havia relaxat i el cinema internacional es trobava atrapat enmig de la revolució sexual. A diferència del Cinema de rumberes, el Cine de ficheras es va valer dels nus explícits per a atreure públic a les seves taquilles. La diferència va radicar en la «llibertat» per a destapar el cos femení, que encara trenta anys abans es «resguardava» en les plomes acolorides, les cues de cha-cha-chá i les mànigues amples.
No s'ha de confondre al Cinema de ficheras amb la Comèdia eròtica mexicana o Sexicomedia que va florir poc després al Cinema mexicà i que va marcar la seva decadència total. El cinema de ficheras era un cinema de melodrames cabaretiles, vedetisme i revista, més emparentat potser amb el cinema de varietats o fins i tot en Cinema musical, mentre que les Sexicomedias eren cintes de Sèrie B. amb llenguatge en doble sentit, nus i un ambient totalment diferent. La confusió radica potser en el fet que moltes de les estrelles del Cinema de ficheras (com a comediants i vedettes), van fer el salt poc després a les comèdies d'atzars.

## Decadència del gènere
La seva desaparició en la dècada dels vuitanta es va deure a un doble fenomen: el ressorgiment del cinema nacional, i la desaparició dels cabarets a la Ciutat de Mèxic, que van ser desplaçats pels «table dances».

## Principals pel·lícules
- Tívoli (1974)[4][5]
- Bellas de noche (1975)
- Zona roja (1976)
- Las ficheras (1977)
- ¡Oye Salomé! (1978)
- Noches de cabaret (1978)
- Las del talón (1978)
- La vida difícil de una mujer fácil (1979)
- Muñecas de medianoche (1979)
- Las cariñosas (1979)
- Las tentadoras (1980)
- Burlesque (1980)
- Las cabareteras (1981)
- Las muñecas del "King Kong" (1981)
- Burdel (1982)
- Las vedettes (1983)
- Las modelos de desnudos (1983)
- Casa de muñecas para adultos (1983)
- Naná (1985)
- La casa que arde de noche (1986)
- Rumbera caliente (1989)
- El diario íntimo de una cabaretera (1989)